# モネスティエ
モネスティエ（Monestiés、オック語:Monestièr）は、フランス、オクシタニー地域圏、タルヌ県のコミューン。

## 地理
モネスティエは、アルビ近郊のカルモーから数kmのところにある。セルー川谷の中心地であり、アルビジョワにある鉄道路線のカルモー・ア・ヴァンドラック線が通る。

## 歴史
10世紀の前半、信仰の場所とその周囲がルイ4世によりアルビのサン・サルヴィ修道院長デオダに与えられた。最初にMonasterioという村の名が文書に現れる。おそらく、礼拝をつかさどる少数の修道士たちを収容する、小さな修道院がつくられていた可能性がある。
この土地への定住はさらに古い。村から600mのところ、セルー川とセレ川の合流地点にオッピドゥムがつくられ、これは鉄器時代に既に人が定住していたことを証明する。数世紀後、ロデーズとトゥールーズを結ぶローマ街道の近くの場所に落ち着くまで、彼らは高地に残っていた。
アルビジョワ十字軍末期の1229年、この地はアルビ司教の本拠地となった。共同領主として村の守護の責任を負った。この時代の特徴的なバスティッドの設計とは対照的に、村は教会を中心とした同心円状につくられている。
13世紀、サンティアゴの巡礼者たちを収容するために施療所が防御壁の外につくられた。
1550年にゴシック様式で再建された教会は、古いロマネスク様式の教会建築の基礎の上に建てられた。
18世紀の地方の経済ブームが、村の発展をもたらした。年に13回の市場が開かれ、23人の商人がいたことが書物に記されている。村は主に麻の織物とロバの売買で発展した。当時、堀は埋められ、村の面積を拡張するため防御壁が破壊された。
19世紀に輸入された綿製品が到来し、カルモー盆地での石炭採掘が発展すると、地元の織物業が崩壊し、村の衰退がもたらされた。

## 人口統計
| 1962年 | 1968年 | 1975年 | 1982年 | 1990年 | 1999年 | 2006年 | 2014年 |
| ------ | ------ | ------ | ------ | ------ | ------ | ------ | ------ |
| 1322   | 1234   | 1222   | 1304   | 1361   | 1362   | 1310   | 1405   |

参照元:1962年から1999年までは複数コミューンに住所登録をする者の重複分を除いたもの。それ以降は当該コミューンの人口統計によるもの。1999年までEHESS/Cassini、2006年以降INSEE。